# 賈德索尼亞 (阿肯色州)
賈德索尼亞（英語：Judsonia）是一個位於美國阿肯色州懷特縣的城市。

## 地理
賈德索尼亞的座標為35°16′30″N 91°38′17″W / 35.27500°N 91.63806°W，而該地的平均海拔高度為65米（即213英尺）。

## 人口
根據2020年美國人口普查的數據，賈德索尼亞的面積為7.52平方千米，當中陸地面積為7.48平方千米，而水域面積為0.04平方千米。當地共有人口1854人，而人口密度為每平方千米246人。